# LGA 1155

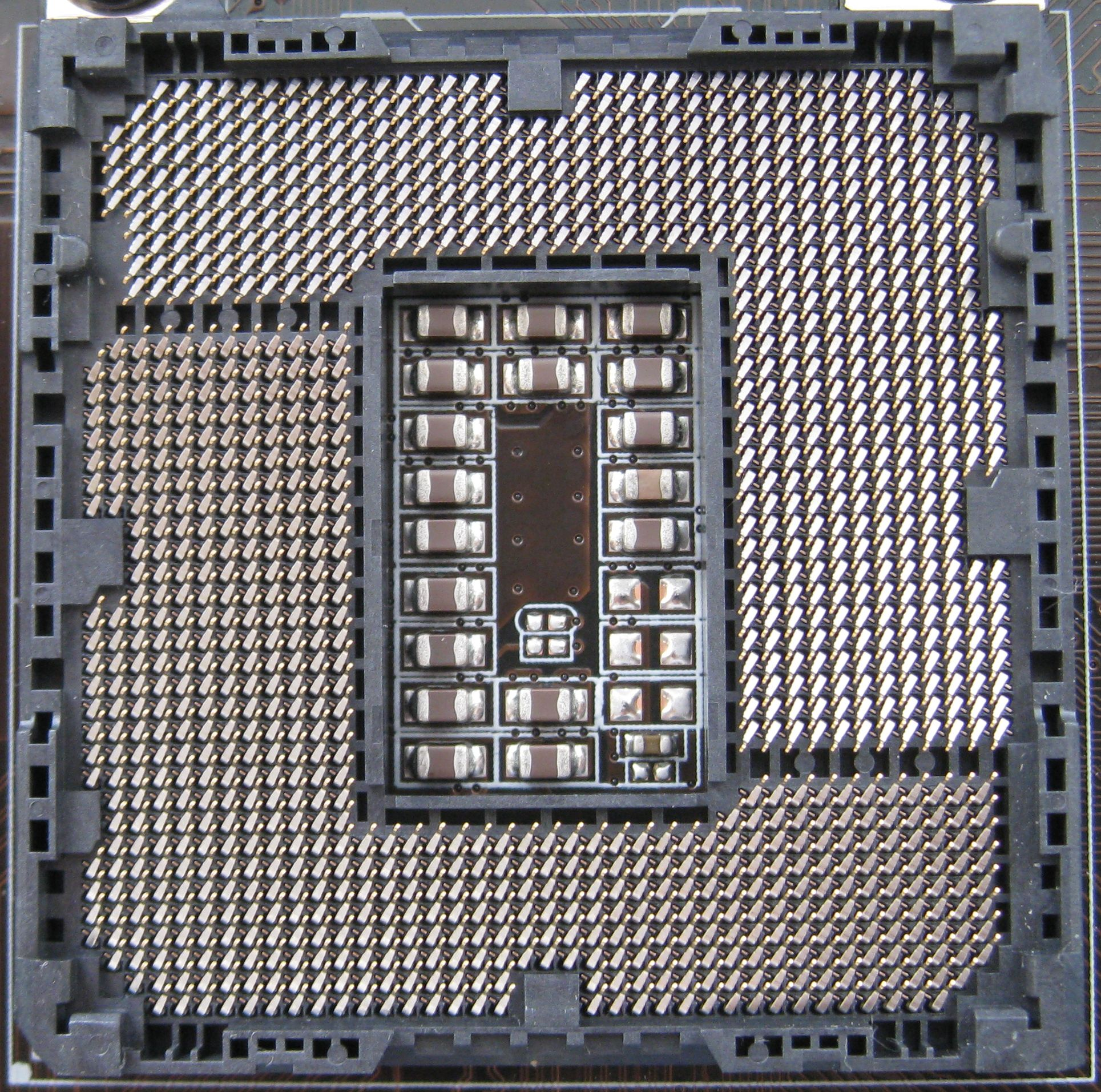
LGA 1155

LGA 1155 är en processorsockel avsedd för stationära datorer, som ersatte den äldre LGA 1156 (också kallad Socket H). Den blev i sin tur ersatt av LGA 1150 under 2013.
LGA 1155, som också kallas också Socket H2, används för Intelprocessorer baserade på arkitekturerna:
- Sandy Bridge (2:a generationen, 32nm, 2xxx-serien)
- Ivy Bridge (3:e generationen , 22nm, 3xxx-serien)

Tillsammans med utvalda varianter av LGA 2011 var detta den sista Intelsocketen som hade fullt stöd för Windows XP och Windows Server 2003 (endast med serie 6 chipsets, serie 7 hade begränsat stöd). 
Processorer baserade på Sandy Bridge är också de sista som stödjer Windows Vista.
LGA är en förkortning för Land Grid Array, vilket innebär att moderkortet har alla "pins", medan processorn har kontakterna.